# Anett Pötzsch
Anett Pötzsch (Karl-Marx-Stadt, 3 september 1960) is een voormalig Oost-Duits kunstschaatsster. Ze vertegenwoordigde de DDR op twee edities van de Olympische Winterspelen: Innsbruck 1976 en Lake Placid 1980. In 1980 werd ze olympisch kampioen bij de vrouwen. Pötzsch was ook tweevoudig wereldkampioen, viervoudig Europees kampioen en vijfvoudig Oost-Duits kampioen.

## Biografie

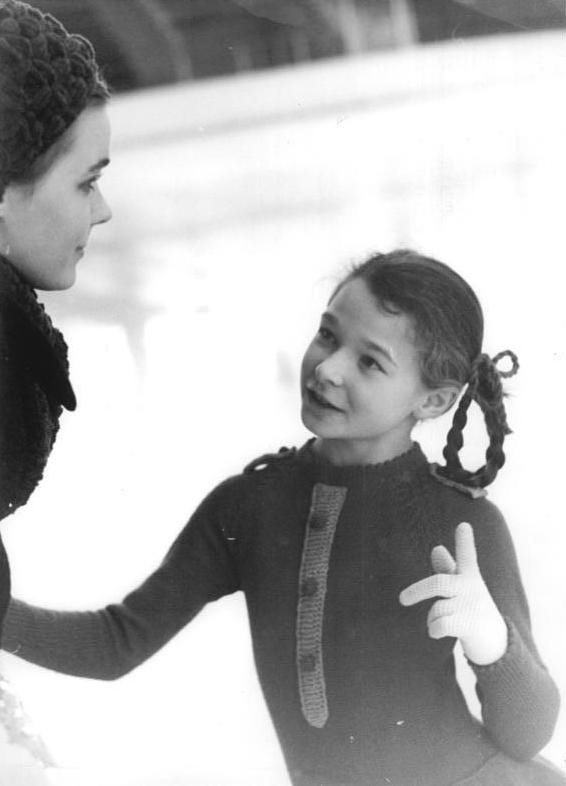
Pötzsch op twaalfjarige leeftijd

De twaalfjarige Pötzsch won in 1973 brons bij de nationale kampioenschappen, waardoor ze mee mocht doen aan de EK en de WK. Daar werd ze respectievelijk achtste en veertiende. Naarmate ze ouder werd, werd ze ook steeds succesvoller. In 1974 en 1975 was ze tweede bij de Oost-Duitse kampioenschappen; Pötzsch behaalde tussen 1976 en 1980 onafgebroken de nationale titel. Ze werd in 1975 derde bij de Europese kampioenschappen, in 1976 tweede en van 1977 tot en met 1980 won ze EK-goud.
In 1978 en 1980 werd Pötzsch wereldkampioen. In de jaren ertussendoor (1977, 1979) veroverde ze de zilveren medaille op de WK. Ze besloot haar sportieve carrière met olympisch goud bij de Olympische Winterspelen in Lake Placid. Vier jaar eerder, tijdens de Spelen in Innsbruck, werd ze nog vierde.
Pötzsch was later kunstschaatscoach en trad aan als jurylid bij internationale wedstrijden. Ze was tot 1991 gehuwd met Axel Witt, de broer van kunstschaatsster Katarina Witt. Met hem kreeg ze in 1984 een dochter, Claudia, die ook actief zou worden als kunstschaatsster. Pötzsch hertrouwde in 1994 met Axel Rauschenbach, die eveneens successen kende op het ijs. Zij kregen samen ook een dochter.

## Belangrijke resultaten
| Kampioenschap           | 72/73 | 73/74  | 74/75  | 75/76  | 76/77  | 77/78 | 78/79  | 79/80 |
| ----------------------- | ----- | ------ | ------ | ------ | ------ | ----- | ------ | ----- |
| Olympische Spelen       |       |        |        | 4e     |        |       |        | Goud  |
| Wereldkampioenschap     | 14e   | 11e    | 8e     | 4e     | Zilver | Goud  | Zilver | Goud  |
| Europees kampioenschap  | 8e    | 7e     | Brons  | Zilver | Goud   | Goud  | Goud   | Goud  |
| Nationaal kampioenschap | Brons | Zilver | Zilver | Goud   | Goud   | Goud  | Goud   | Goud  |

1908: Madge Syers ·
1920: Magda Julin ·
1924: Herma Plank-Szabo ·
1928: Sonja Henie ·
1932: Sonja Henie ·
1936: Sonja Henie ·
1948: Barbara Ann Scott ·
1952: Jeannette Altwegg ·
1956: Tenley Albright ·
1960: Carol Heiss ·
1964: Sjoukje Dijkstra ·
1968: Peggy Fleming ·
1972: Beatrix Schuba ·
1976: Dorothy Hamill ·
1980: Anett Pötzsch ·
1984: Katarina Witt ·
1988: Katarina Witt ·
1992: Kristi Yamaguchi ·
1994: Oksana Bajoel ·
1998: Tara Lipinski ·
2002: Sarah Hughes ·
2006: Shizuka Arakawa ·
2010: Kim Yuna ·
2014: Adelina Sotnikova ·
2018: Alina Zagitova ·
2022: Anna Sjtsjerbakova
- Gemeinsame Normdatei: 1217134522
- Virtual International Authority File: 2919160001834530300009